# Đại học doanh nghiệp
Một trường đại học doanh nghiệp là bất kỳ thực thể giáo dục nào, là một công cụ chiến lược được thiết kế để hỗ trợ cho Tập đoàn của mình đạt được mục tiêu bằng cách thực hiện các hoạt động nhằm thúc đẩy kiến thức và học tập của cá nhân và tổ chức. Các trường đại học doanh nghiệp (CU) là một xu hướng phát triển trong các tập đoàn. Năm 1993, các trường đại học công ty tồn tại chỉ trong 400 công ty. Đến năm 2001, con số này đã tăng lên 2.000, bao gồm Walt Disney, Boeing và Motorola.
"Đại học doanh nghiệp" cũng đề cập đến các trường đại học công lập đã phát triển hoặc bị các tiểu bang buộc phải phát triển, hành vi theo phong cách công ty .
Trong hầu hết các trường hợp, các trường đại học doanh nghiệp không phải là trường đại học theo nghĩa chặt chẽ của từ này. Trường đại học truyền thống là một tổ chức giáo dục cấp bằng đại học và sau đại học cho nhiều môn học, cũng như thực hiện nghiên cứu khoa học gốc. Ngược lại, một trường đại học doanh nghiệp thường giới hạn phạm vi cung cấp đào tạo đặc thù công việc, thực sự cụ thể cho công ty, cho nhân viên quản lý của tập đoàn mẹ. Các trường đại học doanh nghiệp thường được tìm thấy nhiều nhất ở Hoa Kỳ, một quốc gia không có định nghĩa pháp lý chính thức về thuật ngữ "trường đại học". Có lẽ trường đại học công ty nổi tiếng nhất là Đại học Hamburger được điều hành bởi Tập đoàn McDonald tại Chicago.

## Mục tiêu tiêu biểu của một trường đại học Doanh nghiệp
Các trường đại học doanh nghiệp được thành lập vì nhiều lý do, nhưng hầu hết các tổ chức đều có cùng nhu cầu cơ bản. Đây là:
- Mang một văn hóa chung, lòng trung thành và thuộc về một công ty
- Tận dụng tối đa đầu tư vào giáo dục
- Tổ chức đào tạo
- Vẫn cạnh tranh trong nền kinh tế ngày nay
- Giữ chân nhân viên
- Bắt đầu và hỗ trợ thay đổi trong tổ chức

Trường cung cấp đào tạo và giáo dục có giá trị cho nhân viên, nhưng họ cũng giúp các tổ chức giữ chân và thúc đẩy các nhân viên chủ chốt. Mặc dù trường có vẻ hấp dẫn, nhưng đi vào kế hoạch và thực hiện dự án như vậy mất nhiều công sức.

## Chương trình giáo dục
JP Morgan and Co. là một ví dụ về một công ty có chương trình giảng dạy có tổ chức. Họ có ba loại khóa học khác nhau: Các khóa học dành riêng cho doanh nghiệp, các lớp học về tổ chức và học tập, và quản lý và đào tạo điều hành. Những gì công ty bạn quyết định cung cấp sẽ phụ thuộc vào nhu cầu của bạn (chẳng hạn như đào tạo bán hàng, tiếp thị hoặc kỹ năng mềm) và kinh doanh của công ty bạn (như sản xuất, tư vấn hoặc công nghệ).
Hầu hết các trường đại học doanh nghiệp cung cấp một chương trình giảng dạy kết hợp giữa các lớp học trực tuyến và cá nhân. Một số tổ chức cung cấp các khóa học trong ngày làm việc trong khi các tổ chức khác cung cấp chúng vào các thời điểm khác nhau. Các khóa học có thể là hội thảo ngắn hoặc dài hơn, các khóa học truyền thống hơn.
Không giống như các trường đại học truyền thống, các trường đại học doanh nghiệp yêu cầu hoàn vốn đầu tư của họ. Phải có bằng chứng cụ thể rằng lớp học đang cung cấp kết quả. Nhiều CU cung cấp học tập thực hành và học tập theo nhóm như một cách thay thế hiệu quả hơn cho các khóa học dựa trên bài giảng, nhưng tất cả các CU đều đồng ý rằng những gì học được trong lớp học nên được áp dụng trực tiếp vào môi trường làm việc.

## Thực thi
Mặc dù một trường đại học doanh nghiệp có vẻ hấp dẫn, có rất nhiều công việc đi vào kế hoạch và thực hiện dự án như hậu cần phức tạp, tối ưu hóa tài nguyên và lập ngân sách cẩn thận. Thật vậy, các trường đại học doanh nghiệp có xu hướng là trung tâm chi phí với các cơ sở đào tạo chuyên dụng phục vụ lực lượng lao động toàn cầu thường xuyên thông qua một chương trình giảng dạy chuyên dụng. Để quản lý sự phức tạp này, các hệ thống hoạch định nguồn lực Doanh nghiệp cụ thể đã được phát triển cho các trường Đại học doanh nghiệp, chẳng hạn như hệ thống quản lý Đào tạo. Các hệ thống khác như hệ thống kế toán và các loại công nghệ học tập khác nhau có thể được sử dụng cùng nhau.